# Monogaga
Monogaga est une petite ville de Côte d'Ivoire, dans la région du Bas-Sassandra. Elle est parfois aussi appelée Gagan ou encore Ménogaga.
Elle est située à proximité d'une forêt classée. 